# Kriticizam
Kriticizam je gnoseološki pravac (teorija spoznaje), filozofsko učenje, koje istražuje mogućnosti izvora, uvjeta, sigurnosti i granica spoznaje, analiza strukture spoznaje i njenog predmeta. Ovu metodu i učenje je razvio Immanuel Kant. Riječ je grčkog porijekla.

## Relevantni članci
- Filozofija
- Epistemologija
- Empirizam
- Senzualizam
- Racionalizam
- Iracionalizam
- Intuicionalizam